# Eupompe
Eupompe (en grec Εὐπόμπη), né à Sicyone, est un peintre grec du IVe siècle av. J.-C.

## Biographie
Admirateur et contemporain de Zeuxis, de Timanthe et de Parrhasius, il créa dans sa patrie une école où fut formé Pamphile, maître d'Apelle.